# A due passi dal cielo
A due passi dal cielo è un film per la televisione del 1999, diretto da Sergio Martino, incentrato sul tema delle adozioni, ed è stato girato tra Roma e Torino.

## Trama
Torino. I coniugi Simonetti impossibilitati ad avere un figlio, vogliono adottarne uno. Rosanna fa però conoscenza con un bambino di nome Lorenzo, e in seguito alla morte dei genitori, morti in un agguato mafioso, riescono ad adottarlo.